# Diamonds & Rust (album)
Diamonds & Rust – Gyémántok és rozsda. Ebben az időben Joan Baez jellemzően mások munkáit kezdte feldolgozni, mint Bob Dylan, Stevie Wonder, The Allman Brothers, Jackson Browne. Tartalmaz ugyanakkor saját szerzeményeket is, beleértve a címadó dalt. Ezt a dalt egyes források szerint. Dob Dylanra vonatkoztatva írta.
A brit Judas Priest heavy metal együttes 1977-es Sin After Sin albumában szerepeltette a dalt. Hasonlóképpen az angol–amerikai Blackmore's Night is feldolgozta a Ghost of a Rose című albumában.
Szerepelteti – kissé humorosan – Bob Dylan "Simple Twist of Fate" (A sors különös játéka) című dalát is.
A "Dida" már előző lemezén is szerepelt, amelyben Joni Mitchellel duettet énekel.

## Dalok listája
1. "Diamonds & Rust"[jegyzet 1] Joan Baez
2. "Fountain of Sorrow"[jegyzet 2] (Jackson Browne[jegyzet 3])
3. "Never Dreamed You'd Leave in Summer" (Stevie Wonder, Syreeta Wright)
4. "Children and All That Jazz" Joan Baez
5. "Simple Twist of Fate" (Bob Dylan)
6. "Blue Sky" (Dickey Betts) Richard Bettis
7. "Hello in There" (John Prine)
8. "Jesse" (Janis Ian)[jegyzet 4]
9. "Winds of the Old Days" Joan Baez
10. "Dida" (kettős Joni Mitchellel)
11. Két dal egyvelege:[jegyzet 5]
"I dream of Jeannie with Light Brown Hair"[jegyzet 6] (Stephen Collins Foster[jegyzet 7] költeménye)
"Oh Danny Boy"[jegyzet 8][2](Frederick Edward Weatherly)[jegyzet 9]

## Közreműködők
Előadók:
- Joan Baez – gitár, ének, Moog & APP Synthetizers, kürt
- Max Bennett – bőgő
- Jim Gordon - dob
- John Guerin – dob (a 10-es számnál)
- Joe Sample – elektronikus zongora, Hammond orgona
- Hampton Hawes – hagyományos zongora
- Larry Knechtel – elektronikus zongora
- Jim Horn – szaxofon
- Rick Lotempio – gitár
- Ollie Mitchell – kürt
- Buck Monari – kürt
- David Paich – zongora, elektronikus harpsichord
- Red Rhodes – Pedal steel gitár

Producer:
- Joan Baez
- David Kershenbaum
- Rik Davis

Hangmérmök; utómunkálatok:
- Rob Martens
- Jamie Putnam – tervezés
- Ellis Sorkin – hangmérnök asszisztens
- Will Spencer – hangmérnök asszisztens

## Billboard helyezés
| Év   | Lista             | Helyezés |
| ---- | ----------------- | -------- |
| 1975 | The Billboard 200 | 11       |